# Kal, Zagorje ob Savi
Kal je naselje v Občini Zagorje ob Savi. Ustanovljeno je bilo leta 2000 iz dela ozemlja naselja Jablana, leta 2001 se mu je priključilo še del ozemlja naselja Požarje. Leta 2015 je imelo 100 prebivalcev.